# Comuna de Rychtal
Rychtal (polaco: Gmina Rychtal) é uma gminy (comuna) na Polónia, na voivodia de Grande Polónia e no condado de Kępiński. A sede do condado é a cidade de Rychtal.
De acordo com os censos de 2004, a comuna tem 4080 habitantes, com uma densidade 42,2 hab/km².

## Área
Estende-se por uma área de 96,75 km², incluindo:
- área agricola: 60%
- área florestal: 35%

## Demografia
Dados de 30 de Junho 2004:
|                      | Total   | Total | Mulheres | Mulheres | Homens  | Homens |
| -------------------- | ------- | ----- | -------- | -------- | ------- | ------ |
|                      | pessoas | %     | pessoas  | %        | pessoas | %      |
| População            | 4080    | 100   | 2036     | 49,9     | 2044    | 50,1   |
| Densidade (pop./km²) | 42,2    | 100   | 21       | 21       | 21,1    | 21,1   |

De acordo com dados de 2002, o rendimento médio per capita ascendia a 1397,16 zł.

## Subdivisões
- Darnowiec, Drożki, Krzyżowniki, Proszów, Rychtal, Sadogóra, Skoroszów, Stogniewice, Wielki Buczek, Zgorzelec.

## Comunas vizinhas
- Baranów, Bralin, Domaszowice, Namysłów, Perzów, Trzcinica, Wołczyn